# Verticillium dahliae
Verticillium dahliae är en svampart som beskrevs av Kleb. 1913. Verticillium dahliae ingår i släktet Verticillium och familjen Plectosphaerellaceae.   Inga underarter finns listade i Catalogue of Life.